# Federico Fernández Cavada
Federico Fernández-Cavada Howard, (Cienfuegos, Cuba, 8 de julio de 1831 - Puerto Príncipe, Cuba, 1 de julio de 1871) fue un oficial de origen cubano que luchó en el Ejército de la Unión, durante la guerra de Secesión estadounidense (1861-1865). Posteriormente, fue diplomático al servicio de Estados Unidos en Cuba. Al estallar la guerra de los Diez Años (1868-1878), se unió a las fuerzas independentistas cubanas. Debido a su talento artístico, fue asignado a la Hot Air Balloon unit del Ejército de la Unión. Desde el aire dibujaba bocetos de lo que observaba en las posiciones enemigas y sus movimientos. El 19 de abril de 1862, Fernández Cavada dibujó las posiciones enemigas desde el Constitution balloon de Thaddeus Lowe durante la Campaña Peninsular, en Virginia.
Fue capturado en la Batalla de Gettysburg (1863), con el rango de coronel, y enviado a la Libby Prison para oficiales de la Unión en Richmond, Virginia. Liberado en 1864, ese año publicó un libro narrando el cruel tratamiento que recibió en la prisión confederada. Su hermano, Adolfo Fernández Cavada, también fue oficial del Ejército de la Unión en la guerra civil.
Tras el fin de la guerra, Fernández-Cavada se convirtió en cónsul de Estados Unidos en Cuba. Cuando estalló la insurrección contra el colonialismo español, renunció a su cargo y se unió a los independentistas. Su hermano Adolfo hizo lo mismo. Inicialmente, Federico fue ascendido a general. El gobierno independentista cubano finalmente lo nombró Comandante en Jefe del Ejército Libertador de Cuba, en lo que llegaría a ser la guerra de los Diez Años, por la independencia de Cuba.

## Primeros años y educación
Fernández-Cavada fue uno de los tres niños nacidos en Cienfuegos, Cuba, hijos todos de Emily Howard Gatier e Isidoro Fernández-Cavada. Su madre era ciudadana americana, nativa de Filadelfia. Tras la muerte de su esposo en 1838, Emily Gatier regresó a Filadelfia con sus tres hijos.
Allá la joven viuda conoció y se casó en segundas nupcias con Samuel Dutton. Todos juntos, residieron en el número 222 de la calle Spruce. Fernández-Cavada recibió su educación primaria y secundaria en la Central High School de Filadelfia. Luego de graduarse, trabajó como ingeniero civil y topógrafo en el Canal de Panamá.

## Guerra de Secesión
Al estallar la guerra civil estadounidense en 1861, ambos Federico y su hermano Adolfo Fernández Cavada se unieron al 23.ª Regimiento de Infantería de Pensilvania en Filadelfia, un regimiento de la Unión. Federico fue transferido al 114.º Regimiento de Infantería de Pensilvania. Dicho regimiento fue asignado al Ejército del Potomac, participando en batallas como la Segunda batalla de Bull Run, la Batalla de Fredericksburg y la Batalla de Gettysburg.

### Bocetos

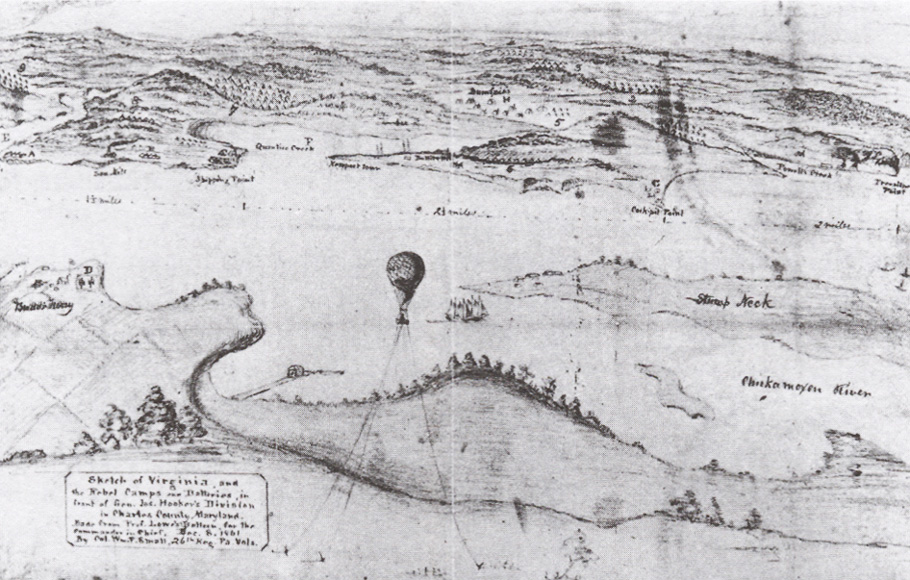
Boceto hecho por el Cor. Federico Fernández-Cavada desde el Constitution balloon de Thaddeus Lowe.

El talento artístico de Fernández-Cavada sobresalió debido a sus escritos, bocetos y pinturas. Gracias a esto, fue asignado a la Hot Air Balloon unit del Ejército de la Unión. Desde el aire dibujó lo que observó de los movimientos enemigos. En 1862, Fernández-Cavada escribió un poema en el cual se lee:

"I have pulled through many a march, I have been in many a battle, I have seen the bomb-shell burst, I have heard the grapeshot rattle! With the bravest, in the strife, I have nobly risked my life."

 El 19 de abril de 1862, Fernández Cavada dibujó las posiciones enemigas desde el Constitution balloon de Thaddeus Lowe durante la Campaña Peninsular, en Virginia.

### Batalla de Gettysburg
El 29 de agosto de 1862, fue ascendido al rango de Teniente Coronel. Durante la Batalla de Gettysburg, parte del regimiento cayó en manos enemigas, incluyendo a Fernández-Cavada; fue sustituido por el Mayor Edward R. Bowen.
El 2 de julio de 1863, el regimiento 114.º Regimiento de Infantería de Pensilvania entró en combate contra las tropas de Misisipi del General William Barksdale, conocidos como la Brigada de Barksdale, en Peach Orchard. Cerca de ese campo de trigo, ocurrió la parte más sangrienta de la Batalla de Gettysburg, durante el segundo día del encuentro. Aunque las tropas de Barksdale fueron derrotadas, el Coronel Fernández-Cavada fue capturado y enviado a la Libby Prison, en Richmond, Virginia. Fue liberado de prisión en 1864, como parte de un intercambio de prisioneros de guerra entre la Unión y las fuerzas confederadas. Fernández-Cavada regresó a su unidad y continuó sirviendo hasta abril de 1865.

### Libby Life

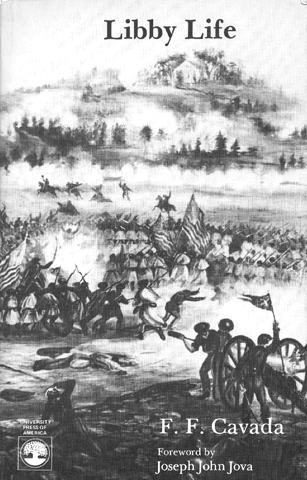
"Libby Life" escrito por el Cor. Federico Fernández-Cavada.

Fernández-Cavada publicó en 1865 un libro titulado Libby Life: Experiences of A Prisoner of War in Richmond, Virginia, 1863-64, narrando el cruel tratamiento que él y otros prisioneros recibieron en la prisión Confederada. La obra incluyó sus dibujos de la prisión y la vida allí.
En la introducción del libro escribió, en las páginas 19 y 20, lo siguiente:

"It was a beautiful country through which we had just passed, but it had presented no charms to weary eyes that were compelled to view it through a line of hostile bayonets; we felt but little sympathy for the beautiful; on our haggard countenances only this was written: "Give us rest, and food."

"On the evening of the same day, our sorry column was marched through the streets of Richmond from the depot of the Virginia Central Railroad to the Libby Prison. The gloomy and forbidding exterior of the prison, and the pale, emaciated faces starring vacantly at us through the bars were repulsive enough, but it was at least a haven of the rest from the weary fast-march, and from the goad of the urging bayonet. Had we known that we were entering this loathsome prison-house not to leave it again for many, many weary days and months, more than one heart would have grown faint with a mournful presentiment, for there were among us some who were doomed never to recross its threshold as living men."

## Guerra de los Diez Años en Cuba

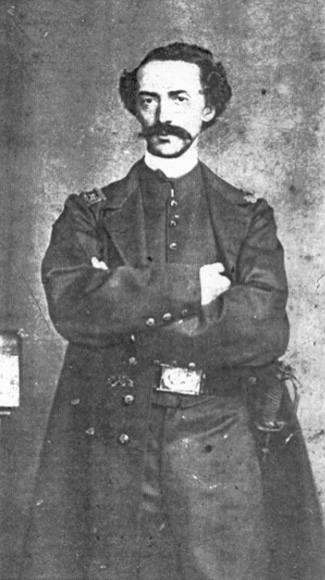
Uno de los hermanos de Federico, el Capitán Adolfo Fernández-Cavada.

Tras el fin de la guerra de Secesión, Fernández-Cavada fue nombrado cónsul de Estados Unidos en Trinidad (Cuba). Fernández-Cavada conoció y trabó amistad con el General Thomas Jordan, quien era chief of staff del Ejército Libertador de Cuba, bajo el gobierno independentista cubano presidido por Carlos Manuel de Céspedes. Jordan era estadounidense y había servido como general en el Ejército Confederado durante la guerra de Secesión.
Esta amistad inspiró a Fernández-Cavada a renunciar a su posición como cónsul para unirse a la insurrección cubana contra el colonialismo español, el conflicto que llegaría a conocerse como la guerra de los Diez Años (1868–1878). Junto a su hermano Adolfo, quien también renunció a su nombramiento como cónsul de Cienfuegos, Federico se unió a los independentistas cubanos.  Fue nombrado General del Distrito de Trinidad, Comandante en Jefe de las Cinco Villas. El 5 de enero de 1869, Fernández-Cavada estableció la "Logia Luz del Sur” en Trinidad, la cual funcionó como activo centro de reclutamiento para los independentistas cubanos.
El 4 de abril de 1870, Fernández-Cavada fue nombrado Comandante en Jefe de todas las fuerzas cubanas. Llegó a ser conocido como el “General Candela”, por sus tácticas de batalla de destruir las propiedades españolas.
Fernández-Cavada escribió un artículo sobre la belleza de las Cuevas de Bellamar, ubicadas cerca de la ciudad de Matanzas, en la costa norte de Cuba. Dicho artículo fue publicado en Harper's New Monthly Magazine, en noviembre de 1870. Describió las Cuevas de Bellamar de la siguiente manera: 

"Although discovered but a few years since, already enjoys a world-wide reputation. At the present day no visitor to Cuba fails to repair to that wondrous subterranean palace, unrivalled, perhaps, in the grandeur of its stalactite masses and the exquisite detail of its starry decorations. Easy of access from Havana by railway, and commodiously and safely prepared for the reception of visitors, it fully repays one for a day's absence from the busy scenes of the capital."

## Muerte
El hermano mayor de Federico, Emilio, permaneció en Filadelfia, desde donde recaudó fondos activamente para la causa independentista cubana. He relayed the news which he received from his brothers to the exiled strategists and other Cuban exiles in Philadelphia and New York. Los fondos que recaudó fueron invertidos en armas y municiones para las fuerzas independentistas en la isla.
En 1871, Fernández-Cavada tomó el mando de la división militar en Camagüey y, junto con el también independentista Bernabé de Varona, planeó una invasión armada en la costa occidental de Cuba. El Ejército Libertador de Cuba aprobó una resolución para permitirle a Fernández-Cavada viajar a los Estados Unidos. Su intención era buscar apoyo entre sus contactos militares para la causa de la independencia de Cuba. Se trasladó a "Cayo Cruz", en la costa norte de Camagüey, para esperar el transporte que lo llevaría a Estados Unidos; pero fue capturado la cañonera española Neptuno y llevado a Puerto Príncipe. Posteriormente, fue transferido al pueblo de Nuevitas. Juzgado por las autoridades españolas, fue sentenciado a morir por fusilamiento. Los generales George Gordon Meade, Daniel Sickles y el entonces presidente estadounidense Ulysses S. Grant, sus colegas militares de Estados Unidos, intentaron en vano obtener su liberación. Fernández-Cavada fue ejecutado el 1 de julio de 1871. Sus últimas palabras fueron: "Adiós Cuba, para siempre".

## Legado
- El 24 de febrero de 1929, fue inaugurado un monumento honrando la memoria de aquellos que participaron en la guerra de los Diez Años y los que fueron ejecutados por los españoles. El monumento fue erigido en la Avenida Finley, en la ciudad de Nuevitas, localizada en la Provincia de Camagüey. Entre los homenajeados, además de Fernández-Cavada, se encuentran Francisco Muñoz Rubalcaba, José Inclán Risco, Oscar de Céspedes (hijo de Carlos Manuel de Céspedes) y Antonio Luaces.[11]
- En la Provincia de Cienfuegos también se ha honrado su memoria. Un moderno poli-clínico llamado "Policlínico-Facultad "Federico Fernández Cavada" localizado en la sección de La Horquita, en Cienfuegos, fue nombrado en su honor.[12]

## Medallas y condecoraciones
He aquí las medallas y condecoraciones de Fernández-Cavada en el ejército de Estados Unidos: 

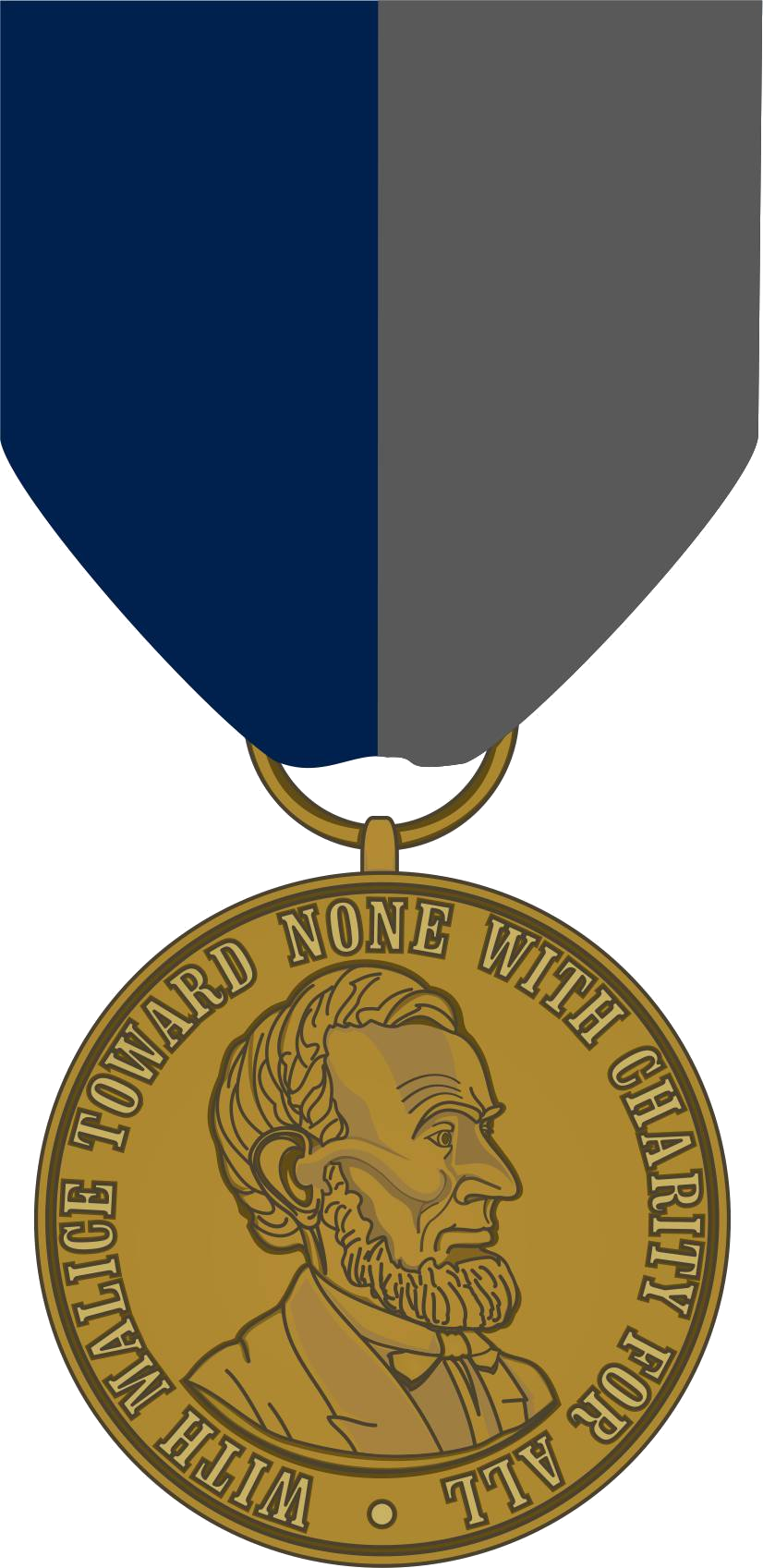
Army Civil War Campaign Medal